# Titus
Titus Flavius Vespasianus, jako císař Imperator Titus Caesar divi Vespasiani filius Vespasianus Augustus (30. prosince 39 Řím – 13. září 81 Aquae Cutiliae), byl římský císař z flaviovské dynastie panující od 24. června 79 do 13. září 81. Byl starším synem vojevůdce a pozdějšího císaře Tita Flavia Vespasiana a bratrem Flavia Domitiana, posledního flaviovského vladaře. Jako první císař nastoupil na trůn po svém vlastním otci.
Do historického povědomí se zapsal především jako úspěšný vojevůdce z dob židovské války a jako jeden z nejmírnějších císařů, co kdy panovali. Tato tradiční hodnocení vycházejí z pohledu vládnoucích (hlavně) senátorských vrstev a nezohledňují zcela krutosti, jichž se Římané za židovské války dopouštěli, ani to, že Titův obraz v dějinách byl vykreslován pod dojmem následné despotické vlády Domitianovy, díky níž se jeho působení v čele říše jevilo jako zlatý věk. Přesto je řada pozitivních císařových vlastností nepřehlédnutelná.

## Původ a kariéra
Titus se narodil dva roky před smrtí Caliguly jako příslušník poměrně nevýznamné rodiny Flaviů. Během svého dětství prošel stejnou výchovou a vzděláním jako Britannicus, syn císaře Claudia. Údajně byli natolik blízkými přáteli, že se napil ze stejného poháru, kterým byl Britannicus otráven. Když se později stal císařem, nechal v paláci vystavět jeho sochu ze zlata.
Po prvních politických zkušenostech v nižších úřadech sloužil Titus od roku 61 jako vojenský tribun v Horní Germánii a v Británii. V těchto provinciích velel jeho otec jako legát římským jednotkám. V roce 64 se Titus vrátil z Británie do Říma, kde pracoval jako advokát a zastával obvyklé úřady mladého senátora. Ve stejném roce se oženil se svojí první ženou Arrecinou Tertullou, jejíž původ není znám. Tertulla zemřela krátce po svatbě, pravděpodobně při porodu dcery Julie. Jeho druhou ženou byla Marcia Furnilla, která pocházela z rodiny bývalého prokonsula Afriky. Z tohoto spojení nezískala rodina Flaviovců žádné výhody, protože Marciina rodina upadla u císaře Nerona v nemilost a manželství bylo krátce nato rozvedeno.

### Židovská válka
V provincii Judea vypukla v roce 66 revolta židovského obyvatelstva proti Římu. Jejími důvody byla vysoká daňová zátěž a svévole římských místodržitelů, neúcta k židovskému náboženství a řada dalších faktorů objektivní i subjektivní povahy. K potlačení nepokojů vtáhla do oblasti vojska pod vedením Gaia Cestia Galla, ta však musela za velkých ztrát ustoupit a z lokální záležitosti na předpolí Asie se stala věc celoříšského významu. Už jen z hlediska prestiže bylo nemyslitelné, aby císařské úřady nechaly vývoj situace bez odpovědi.
Úkolem porazit židovské vzbouřence pověřil císař Nero ještě v roce 66 osvědčeného velitele Vespasiana, který pro něj vzhledem ke svému prostému původu nepředstavoval velké ohrožení. Vespasianus dostal k dispozici tři legie a četné pomocné sbory, celkem asi 60 000 mužů ve zbrani. S sebou vzal i tehdy šestadvacetiletého Tita, který byl pověřen velením XV. legie. Titus sice neměl pro tak vysokou funkci potřebný věk a prakticky žádné zkušenosti, rychle se však osvědčil a již roku 67 se mu podařilo dobýt město Jaffa. Zúčastnil se pak vojenských akcí u Guš Chalav, Tiberiady, Tarichey i Gamaly.

### Rok čtyř císařů
Krátce po vypuknutí židovské války zažila římská říše dosud největší krizi od vzniku principátu. Svržení císaře Nerona v červnu 68, způsobené zejména špatným stavem financí, přivedlo na trůn prvního císaře z jiného než julsko-klaudijského rodu – Servia Sulpicia Galbu – avšak jeho vláda měla jen epizodický ráz; již v lednu 69 přišel také on o moc. Následná občanská válka mezi novými pretendenty trůnu, Othonem a Vitelliem, v níž nakonec zvítězil Vitellius, otřásla celým impériem a zpustošila sever Itálie. V mezidobí stále probíhal krvavý konflikt s Židy na východě.
Vespasianus a Titus se k nečekanému vývoji situace postavili svorně – po Neronově smrti se Titus ihned vypravil za Galbou, aby mu oznámil loajalitu vojsk bojujících v Judeji. Později oba Flaviovci zaujali vyčkávací pozici, dokud nebylo zřejmé, jak vratké Vitelliovo postavení je. V červenci 69 provolaly legie v Sýrii, Egyptě a Judeji Vespasiana císařem a ten nejpozději v srpnu téhož roku udělil Titovi titul caesar. Občanská válka s Vitelliem měla poté rychlý průběh – v prosinci ovládli Flaviovci Řím, zatímco Vitellius zahynul. Na římský trůn nastoupila nová dynastie.

## Císařským princem

### Obléhání Jeruzaléma

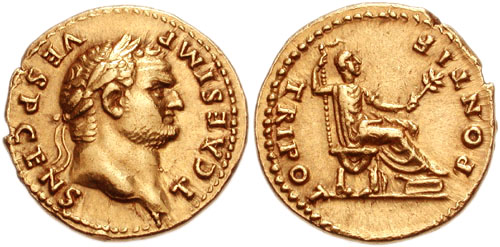
Aureus caesara Tita

Po vítězství se Vespasianus odebral do Říma, aby se pokusil odstranit následky občanské války, a jeho roli na východě převzal Titus. Bylo mu nařízeno, aby židovskou válku dovedl do konce (ad reliqua Iudaici belli perpetranda), což konkrétně znamenalo především dobytí Jeruzaléma, který až dosud odolával všem výpadům římských vojsk. Zda bylo plánováno i úplné zničení města, nelze na základě dochovaných pramenů rozhodnout, pravděpodobně však Římané žádné jasné plány neměli. Na jaře roku 70 zahájil Titus se čtyřmi legiemi obléhání pevnosti, v níž se tehdy shromáždila skoro třetina obyvatel Judeje, aby oslavila nejdůležitější židovský svátek, pesach. Titus prý dal před očima obléhaných mučit a ukřižovat velké množství Židů, podle Flavia Iosepha jich bylo až 500 denně. Zlomit odpor obránců však přesto nebylo snadné.

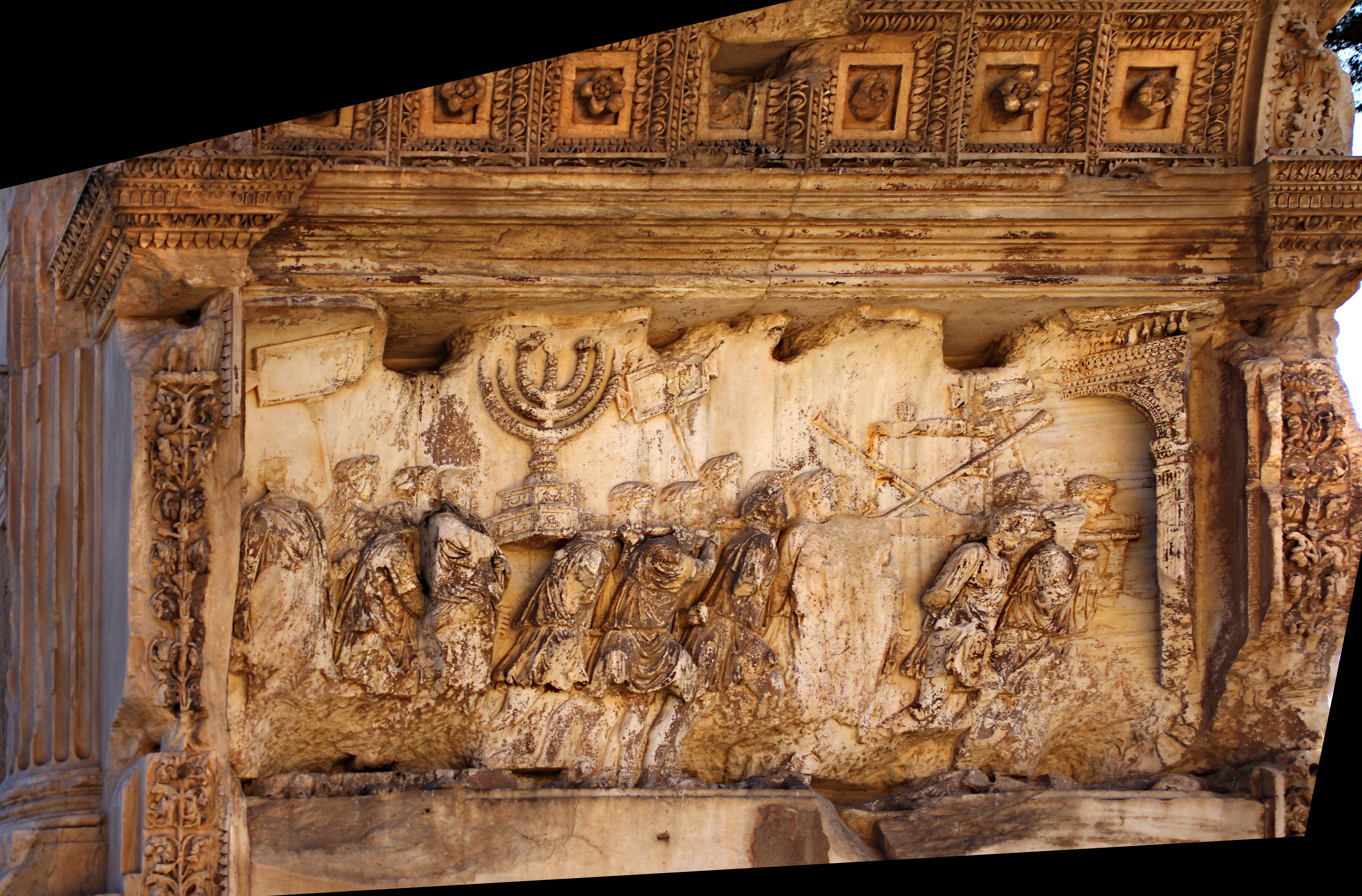
Titův oblouk: Jižní vnitřní panel, detailní reliéf zobrazující kořist z pádu Jeruzaléma

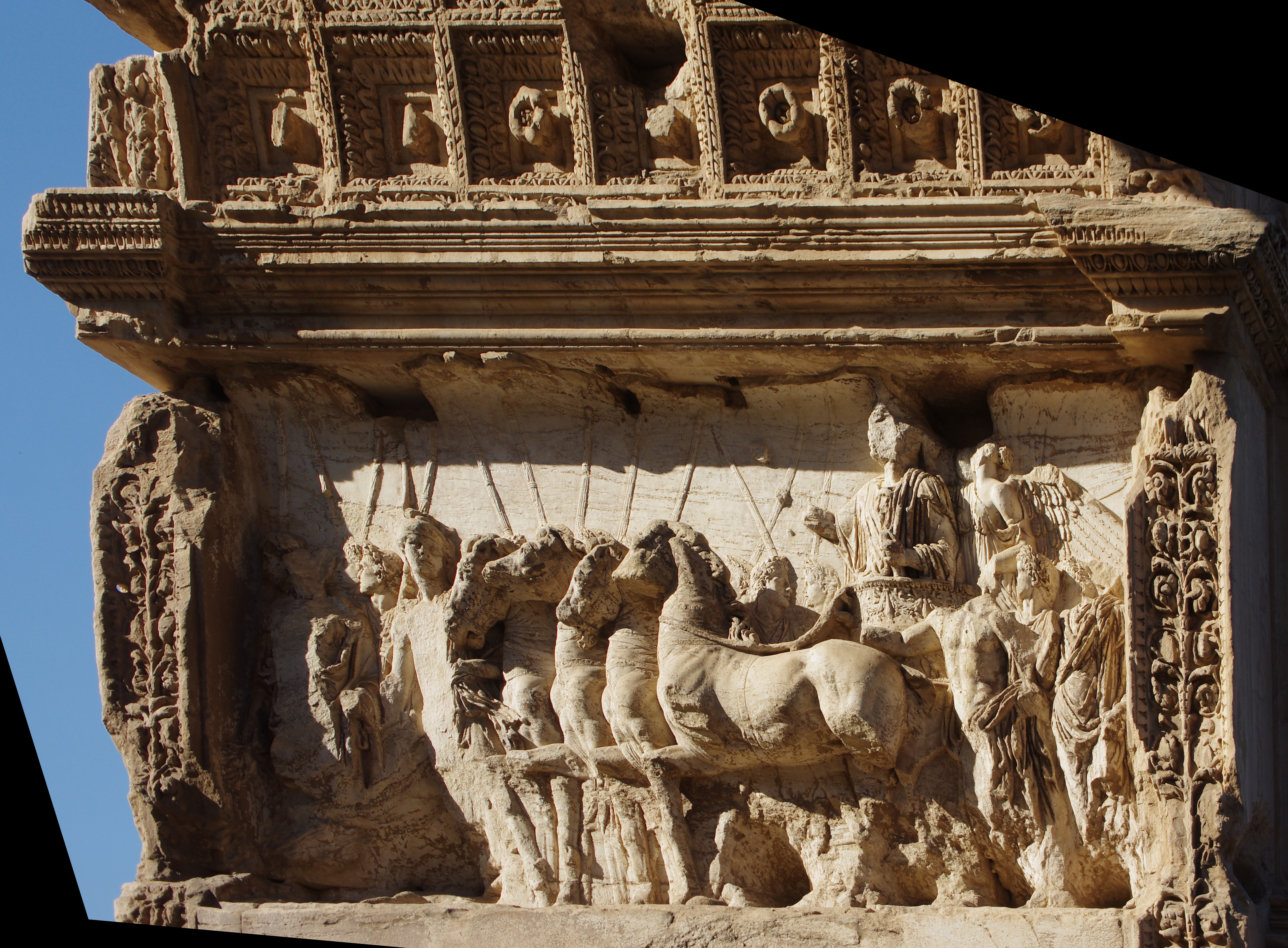
Titův oblouk: Titus triumfuje na voze, za Titem okřídlené Vítězství

V průběhu června a července zdolali Římané všechny obtíže, které jim bránily v postupu. Po dobytí a rozboření druhého pásma hradeb přikázal Titus zbudovat kolem celého města zeď, aby obléhaným vzal naději na jakoukoli možnost úniku. Touto cestou mělo být více než 600 000 Židů během několika týdnů vyhladověno. Střed města spolu s chrámem se udržel až do počátku srpna, poté Titovi vojáci podpálili chrámový okrsek a usmrtili všechny, kteří dosud nezemřeli hladem či nespáchali sebevraždu. Během obléhání prý zahynulo 1 100 000 lidí, o něco menší počet přežil. Jeruzalémský chrám byl zcela zničen.
S podrobeným obyvatelstvem se nakládalo mimořádně krutě – velká část byla prodána do otroctví nebo zabita při hrách v cirku, příjmy ze země si přisvojil císařský fiskus, dávky určené na vydržování jeruzalémského chrámu přešly na zabezpečení chrámu Jova Kapitolského v Římě. V červnu 71 oslavil Titus spolu s Vespasianem nad Židy triumf.

### Politická role za Vespasiana
Po skončení židovské války začal Vespasianus systematicky připravovat půdu pro Titův nástup na trůn. Oba spolu sdíleli skoro každý rok konzulát – častěji než většina jejich předchůdců i nástupců. V roce 71 se stal Titus prefektem pretoriánů a v roce 73 spolu s otcem i censorem. Čtrnáctkrát ho vojsko provolalo za imperátora.
Z titulu různých funkcí se Titus angažoval v soudnictví, kde mnohdy vystupoval tak nemilosrdně, že si vysloužil pověst „řezníka“. Podle Suetonia procesy nejen osobně řídil, ale často je nechával rozhodovat lidem v divadle. Pro údajnou velezradu dal popravit několik senátorů, celkově se však projevil jako schopný administrátor, přístupný radám druhých. Pravidelně ho bylo možno vidět na zasedání senátu, kde dokázal vyjít s různými zájmovými skupinami; mnozí v něm viděli faktického Vespasianova spoluvládce.

## Vláda
Vespasianova smrt 23. června 79 vynesla Tita automaticky do čela říše – on sám počátek své vlády počítal od 24. června téhož roku (dies imperii). Zesnulý císař byl slavnostně pohřben a prohlášen za boha (consecratio), přičemž jeho syn a nástupce si připojil ke jménu přídomek divi Vespasiani filius (syn božského Vespasiana). Současně mu byly uděleny všechny tituly a pocty, které si přisvojili jeho předchůdci v 1. století, od čestného jména Augustus až po hodnost nejvyššího velekněze.
Titova vláda stála ve znamení všeobecného míru a jediným projevem neklidu bylo vystoupení jakéhosi Terentia Maxima v Malé Asii, který svým zjevem připomínal Nerona – to mu umožnilo vydávat se za císaře a získat si jisté množství straníků. Nakonec Terentius uprchl za Eufrat k parthskému králi Artabanovi III., u něhož našel dočasně azyl; později ho Parthové usmrtili.

### Vnitřní politika
Zkušenosti s Titem ve funkci caesara a prefekta pretoriánů vzbuzovaly zpočátku obavy, zda se z něj nestane „druhý Nero“, Titus však všechnu nedůvěru rozptýlil mírností a velkorysostí. Stejně jako otec udržoval dobrý vztah se senátem a zcela nečekaně slíbil, že nikdy nenechá popravit žádného senátora – tím si získal na svou stranu aristokracii. Tato politika se odlišovala od politiky většiny panovníků v 1. století a Titovi získala takovou proslulost, že jej současníci obratem zařadili mezi „dobré císaře“.
V administrativní a vojenské oblasti pokračoval Titus v dosavadním kurzu, což kromě ofenzívy v Británii znamenalo především opevňování hranic, zvláště v Podunají a na Eufratu. Jeho zákonodárná činnost se týkala tak odlišných sfér, jako bylo pozemkové vlastnictví, otázky manželské a právo svobodně odkazovat majetek. Obklopil se schopnými rádci a na veřejnosti vystupoval jako uvážlivý vládce, pečující o blaho všech vrstev společnosti. Po celé říši se rozšiřovala síť komunikací, zlepšovala se infrastruktura. Z řady opatření profitovali vojáci, provinciálové a chudší skupiny Římanů.

### Živelní pohromy

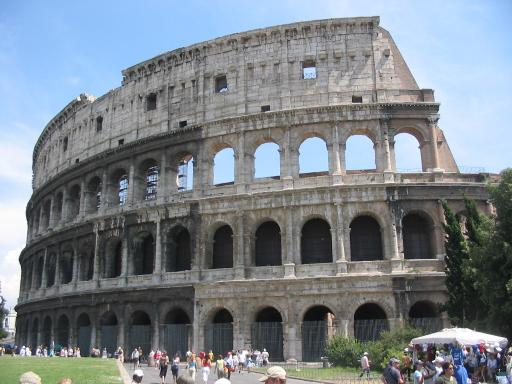
Koloseum v Římě

Vážným problémem, se kterým se Titus musel vypořádat, byl nečekaný výbuch Vesuvu 23. srpna 79. Vyžádal si četné oběti na životech (zahynul i známý polyhistor Plinius Starší) a sopečný popel zasypal města Pompeje, Herculaneum a Stabie. Titus se ujal odstraňování následků katastrofy osobně a vysloužil si za to uznání veřejnosti – problémy tím však neskončily. Během jeho pobytu v Kampánii zachvátil Řím mohutný požár, při němž byla zničena řada budov (včetně Pompeiova divadla a chrámu Jova Kapitolského). Také v tomto případě bylo nutné zajistit postiženým pomoc.

### Stavební činnost
V roce 80 se Titovi podařilo dokončit Flaviovský amfiteátr (Koloseum), s jehož stavbou započal už Vespasianus. K jeho zasvěcení byly uspořádány velmi nákladné, sto dnů trvající hry, jejichž součástí se stala kromě bojů zvířat a gladiátorů i námořní bitva (naumachie). Stavbu amfiteátru hradili Římané z válečné kořisti získané za židovské války, jak o tom svědčí nově interpretovaný nápis z 1. století. Kromě toho pečoval Titus o rozvoj akvaduktů v hlavním městě (Aqua Marcia, Curtia a Caerulea) a vydal příkaz, aby se část Neronova „Zlatého domu“ (Domus aurea) přestavěla na lázně. O jeho velkorysosti vůči obětem katastrof (obnova Kampánie a Říma) již byla řeč.

### Panovnická stylizace
Podobně jako Vespasianus byl Titus nucen zabývat se i otázkami legitimity a panovnické stylizace. Flaviovci se nemohli pochlubit obrazy slavných předků jako jiné rody a museli v tomto směru poukazovat na vlastní úspěchy a schopnosti – k tomu jim posloužilo vítězství v židovské válce. Na Titových mincích se objevily legendy „IVDAEA CAPTA“ či „IVDEA DEVICTA“ (Judea podrobena, poražena), vyjadřující zásluhy nové dynastie o stát. Titus nicméně odmítl připojit ke svému jménu vítězné příjmení Iudaicus, protože nechtěl být spojován s židovským náboženstvím a zvyky. V případě Judeje navíc ani nešlo o dobytí nového území, ale jen o bellum iustum, spravedlivou válku proti vzbouřencům.
Legitimitu flaviovského rodu se Titus pokoušel upevnit navázáním na julsko-klaudijské dědictví. Dal razit pamětní mince svých zbožštěných předchůdců na trůně, Augusta a Claudia. Stejně jako Augustus dbal o kult vlastního rodu a zahájil stavbu chrámu božského Vespasiana – ten byl však dokončen až po jeho smrti.

### Smrt
Titus zemřel roku 81 na stejném místě jako jeho otec Vespasianus. Jeho předčasná smrt sice vyvolala domněnky, že byl otráven svým bratrem Domitianem, avšak má se za to, že zemřel přirozenou smrtí. Podle některých zpráv prý navzdory radám lékařů navštívil lázně, a to jeho nemoc vážně zhoršilo.

## Citát
| „ | Přátelé, ztratil jsem den. | “ |